# Joseph Narzissus Allgeyer
Joseph Narzissus Allgeyer (* 1734 in Wasseralfingen; † 1802 ebenda) war ein deutscher Orgelbauer.

## Leben
Allgeyer entstammte der weit bekannten Hofener Orgelbauer-Dynastie Allgeyer. Er war Sohn des Wasseralfinger Orgelbauers Joseph Allgeyer und Bruder von Franz Konrad Allgeyer. 1773 heiratete er seine ebenfalls aus Wasseralfingen stammende Ehefrau Maria Anna Seckler. Sein Sohn Joseph Nikolaus Allgeyer führte den Traditionsbetrieb fort.
Zusammen mit seinem Bruder übernahm er den väterlichen Orgelbaubetrieb. 1755 restaurierten sie gemeinsam die Orgeln in Mönchsdeggingen. Er arbeitete unter anderem in Aalen, Ellwangen, Unterkochen und Röhlingen. 1791 fertigte er eine Orgel für die Kirche Mariä Unbefleckte Empfängnis in Ebnat.